# Franz von Bayern

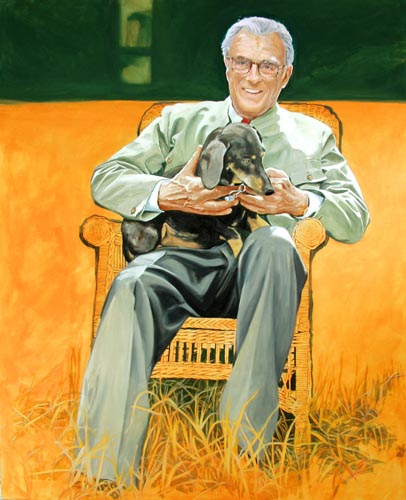
Franz Herzog von Bayern, olej na płótnie, portret autorstwa Dietera Steina

Franz Bonaventura Adalbert Maria Herzog von Bayern (ur. 14 lipca 1933 w Monachium) – niemiecki polityk monarchistyczny, od 1996 pretendent do dawnych tronów Bawarii, Cypru i Czech z dynastii Wittelsbachów.

## Życiorys
Urodził się jako pierworodny syn Alberta (1905–1996), tytularnego księcia koronnego Bawarii, i jego żony Marii Draškovič (1904–1969). Ma młodszego brata Maksymiliana Emanuela (ur. 1937) i dwie przyrodnie siostry z pierwszego małżeństwa ojca: Marię Gabrielę (ur. 1931) i Marię Karolinę (1931–2018). W październiku 1944 wraz z rodziną został aresztowany i osadzony w obozie koncentracyjnym Sachsenhausen. W kwietniu 1945 przeniesiono ich do Dachau, gdzie pozostawali do wyzwolenia obozu przez wojska amerykańskie. W 1947–1952 uczęszczał do Gimnazjum Benedyktyńskiego przy klasztorze Ettal. Następnie studiował ekonomię, historię i socjologię na Uniwersytecie Monachijskim (1952–1957), po czym przeniósł się na Uniwersytet Zuryski, gdzie w 1960 uzyskał tytuł magistra zarządzania przedsiębiorstwem (MBA). Pracował w przemyśle metalurgicznym, zarządzając hutami stali. Przeszedł na emeryturę w 2001.
2 sierpnia 1955 wraz ze śmiercią dziadka, Ruperta (1869–1955) otrzymał od ojca tytuł księcia koronnego. Po śmierci ojca, 8 lipca 1996, odziedziczył pretensje do tronów byłej Bawarii oraz zniesionych monarchii Czech, Cypru i Grecji. Od tego czasu jest również uznanym przez jakobitów brytyjskich za prawowitego spadkobiercę królestw Anglii, Szkocji, Irlandii i Francji. Jako głowa byłego domu panującego pełni szereg funkcji reprezentacyjnych, m.in. przewodniczącego rad muzealnych Starej Pinakoteki i Muzeum Sztuki Nowoczesnej w Nowym Jorku.
W działalności politycznej, skupia się na udziale w bieżącej polityce. Od 1979 bez powodzenia, acz regularnie kandyduje do Parlamentu Europejskiego z ramienia Partii Bawarskiej. Uregulował rodowe pretensje do obcych tronów. W 2002 uznał jakobickie roszczenia do tronu Francji za bezzasadne i zawarł niezależne od siebie umowy o przeżycie z legitymistą Ludwikiem Burbonem (ur. 1974), orleanistą Henrykiem (1908–1999) i napoleonistą Ludwikiem (1914–1997). Przyznał ich rodom pierwszeństwo, zastrzegając prawo Wittelsbachów do podniesienia swoich pretensji tylko wtedy, gdy zarówno Burbonowie, Orleańczycy i Bonapartowie nie będą mieli męskich przedstawicieli. Podobną umowę zawarł 23 lutego 2007 w Kopenhadze z Małgorzatą II (ur. 1940) i Konstantynem II (1940–2023) uznając pierwszeństwo Glücksburgów do ubiegania się o tron grecki. W tym samym roku Alex Salmond przedstawił Franciszka Wittelsbacha jako kandydata Szkockiej Partii Narodowej do korony projektowanego samodzielnego państwa. Wittelsbach nie potwierdził jednak, że miałby otrzymać podobną propozycję, uzależniając swoją decyzję od poparcia szerszego grona Szkotów.
Pomimo podejmowania wielu prób, do dziś nie udało się jednak uregulować Wittelsbachowi kwestii dziedziczenia pretensji do dawnego Królestwa Jerozolimskiego i ewentualnej restauracji na Cyprze. Obok Franciszka tytułów łacińskiego króla (księcia) jerozolimskiego i cypryjskiego, obrońcy Grobu Świętego używają królowie Hiszpanii, Jan Karol (1975–2014) i Filip VI (od 2014), legitymistyczni pretendenci do tronu Francji Ludwik (od 1989), Włoch Wiktor Emanuel Sabaudzki (od 1983) oraz Austrii Otto (1922–2012) i Karol Habsburgowie (od 2007).
Franciszek Wittelsbach mieszka w pałacu Nymphenburg. Jest bezdzietny. Od 1980 roku jest w związku z Thomasem Greinwaldem, choć relacja łącząca obu mężczyzn została publicznie ujawniona po 43 latach trwania. Spadkobiercą wszystkich jego pretensji pozostaje brat.

## Odznaczenia
- Wielki Mistrz Orderu św. Huberta (8 lipca 1996)[4]
- Wielki Mistrz Orderu św. Jerzego (8 lipca 1996)[4]
- Wielki Mistrz Orderu Teresy (8 lipca 1996)[4]
- Kawaler Orderu Ducha Świętego (1996)
- Kawaler Orderu św. Michała (1996)
- Kawaler Orderu Złotego Runa (1960)[5]
- Kawaler Krzyża Wielkiego Orderu Grobu Świętego (2004)
- Kawaler Orderu Słonia (23 lutego 2007)
- Kawaler Krzyża Wielkiego Orderu Zbawiciela (23 lutego 2007)
- Kawaler Krzyża Wielkiego Orderu Pro Merito Melitensi (2008)[6]
- Kawaler Krzyża Wielkiego Orderu Zasługi (2014)[7]
- Komandor Orderu Zasługi Republiki Federalnej Niemiec (2017)[8]

## Genealogia
| Prapradziadkowie                     | Luitpold Wittelsbach (1821-1912) ∞1844 Augusta Ferdynanda Habsburg-Lotaryńska (1825-1864)    | Ferdynand Karol Habsburg-Este (1821-1849) ∞1847 Elżbieta Franciszka Habsburg-Lotaryńska (1831-1903) | książę w Bawarii Maksymilian Józef Wittelsbach (1808-1888) ∞1828 Ludwika Wilhelmina Wittelsbach (1808-1892) | król Portugalii Michał I Bragança (1802-1866) ∞1851 Adelajda Löwenstein-Wertheim-Rosenberg (1831-1909) | Karl Drašković z Trakošćanu (1807-1855) ∞1841 Elisabeth Batthyány-Strattmann von Németújvár (1820-1882) | Dionys Festetics von Tolna (1813-1891) ∞ 1842 Karolina Zichy von Zich und Vásonykeö (1820-1906) | Wilhelm Albrecht von Montenuovo (1821-1895) ∞ 1850 Juliane Batthyány-Strattmann von Némétujvár (1827-1871) | Ferdinand Bonaventura Kinsky von Wchinitz und Tettau (1834-1904) ∞ 1856 Maria von und zu Liechtenstein (1835-1905) |
| Pradziadkowie                        | król Bawarii Ludwik III Wittelsbach (1845-1921) ∞1868 Maria Teresa Habsburg-Este (1849-1919) | król Bawarii Ludwik III Wittelsbach (1845-1921) ∞1868 Maria Teresa Habsburg-Este (1849-1919)        | książę w Bawarii Karol Teodor Wittelsbach (1839-1909) ∞1874 Maria Józefa Bragança (1857-1943)               | książę w Bawarii Karol Teodor Wittelsbach (1839-1909) ∞1874 Maria Józefa Bragança (1857-1943)          | Paul Drašković z Trakošćanu (1846-1889) ∞ 1874 Maria Festetics von Tolna (1850-1946)                    | Paul Drašković z Trakošćanu (1846-1889) ∞ 1874 Maria Festetics von Tolna (1850-1946)            | Alfred von Montenuovo (1854-1927) ∞ 1879 Franziska Kinsky von Wchinitz und Tettau (1861-1935)              | Alfred von Montenuovo (1854-1927) ∞ 1879 Franziska Kinsky von Wchinitz und Tettau (1861-1935)                      |
| Dziadkowie                           | Ruppert Wittelsbach (1869-1955) ∞1900 Maria Gabriela Wittelsbach (1878-1912)                 | Ruppert Wittelsbach (1869-1955) ∞1900 Maria Gabriela Wittelsbach (1878-1912)                        | Ruppert Wittelsbach (1869-1955) ∞1900 Maria Gabriela Wittelsbach (1878-1912)                                | Ruppert Wittelsbach (1869-1955) ∞1900 Maria Gabriela Wittelsbach (1878-1912)                           | Dionys Drašković z Trakošćanu (1875-1909) ∞ 1903 Juliana von Montenouvo (1880-1961)                     | Dionys Drašković z Trakošćanu (1875-1909) ∞ 1903 Juliana von Montenouvo (1880-1961)             | Dionys Drašković z Trakošćanu (1875-1909) ∞ 1903 Juliana von Montenouvo (1880-1961)                        | Dionys Drašković z Trakošćanu (1875-1909) ∞ 1903 Juliana von Montenouvo (1880-1961)                                |
| Rodzice                              | Albert Wittelsbach (1905-1996) ∞1930 Maria Franciszka Drašković z Trakošćanu (1904-1969)     | Albert Wittelsbach (1905-1996) ∞1930 Maria Franciszka Drašković z Trakošćanu (1904-1969)            | Albert Wittelsbach (1905-1996) ∞1930 Maria Franciszka Drašković z Trakošćanu (1904-1969)                    | Albert Wittelsbach (1905-1996) ∞1930 Maria Franciszka Drašković z Trakošćanu (1904-1969)               | Albert Wittelsbach (1905-1996) ∞1930 Maria Franciszka Drašković z Trakošćanu (1904-1969)                | Albert Wittelsbach (1905-1996) ∞1930 Maria Franciszka Drašković z Trakošćanu (1904-1969)        | Albert Wittelsbach (1905-1996) ∞1930 Maria Franciszka Drašković z Trakošćanu (1904-1969)                   | Albert Wittelsbach (1905-1996) ∞1930 Maria Franciszka Drašković z Trakošćanu (1904-1969)                           |
| Franz von Bayern (ur. 14 lipca 1933) |                                                                                              | | | | |                                                                                                 | | |